# Christophe Kerbrat
Christophe Kerbrat (Brest, 2 agosto 1986) è un calciatore francese, difensore o centrocampista dello Stade Briochin.

## Carriera
Ha esordito in Ligue 1 con il Guingamp nella stagione 2013-2014.

## Palmarès

### Club

#### Competizioni nazionali
- Coppa di Francia: 1

Guingamp: 2013-2014